# Marolles-en-Brie (Val-de-Marne)
Marolles-en-Brie is een gemeente in het Franse departement Val-de-Marne (regio Île-de-France) en telt 5191 inwoners (1999). De plaats maakt deel uit van het arrondissement Créteil.

## Geografie
De oppervlakte van Marolles-en-Brie bedraagt 4,6 km², de bevolkingsdichtheid is 1128,5 inwoners per km².
De onderstaande kaart toont de ligging van Marolles-en-Brie (Val-de-Marne) met de belangrijkste infrastructuur en aangrenzende gemeenten.

## Demografie
Onderstaande figuur toont het verloop van het inwonertal (bron: INSEE-tellingen).